# Foment de la Producció Espanyola
Foment de la Producció Espanyola fou una entitat catalana fundada l'11 de juny de 1876 per Pere Bosch i Labrús com a escissió del Foment de la Producció Nacional a causa de les discrepàncies sorgides en la tramitació parlamentària d'una proposta de llei de Víctor Balaguer demanant l'establiment d'una línia regular de vapors entre Manila i Barcelona. La seva finalitat era defensar una política proteccionista i estendre la producció industrial catalana a la resta d'Espanya.
En fou nomenat primer president Josep de Letamendi i en la seva conferència inaugural a la Llotja de Mar hi fou convidat Arsenio Martínez Campos, aleshores capità general de Catalunya. Hi col·laboraren, en major o menor mesura, personatges d'interessos i ideologia tan diversa com Josep Roca i Roca, Pere Estasen i Cortada, Teodor Baró i Sureda, Josep Fiter i Inglès, Adolf Blanch i Cortada, Josep d'Argullol i Serra, Manuel Angelon i Broquetas, Valentí Almirall i Llozer i Joan Maluquer i Viladot.
Inicialment tenia 160 socis, que arribarien a 639 el 1880, alguns d'ells personatges amb fort pes específic en l'economia catalana com Eusebi Güell i Bacigalupi, Evarist Arnús i de Ferrer o Manuel Girona i Agrafel, però pocs d'ells assistien a les reunions de la junta i la seva influència política fou força inferior a la de Foment de la Producció Nacional. El 1889 es va integrar dins Foment del Treball Nacional.